# Yasuko Sawaguchi
Yasuko Sawaguchi (沢口 靖子 Sawaguchi Yasuko?, nacida el 11 de junio de 1965) es una actriz japonesa nacida en Sakai.

## Biografía
Ella nació en Osaka. A principios de 1984, el estudio de cine japonés Toho Company Ltd. celebró su primer concurso de belleza Toho Cinderella, y Yasuko, de casi 19 años en ese entonces, fue elegida como la primera Toho Cinderella, superando a los otros 30,000 concursantes. 
Poco después, hizo su debut cinematográfico en la película Keiji monogatari 3 - Shiosai no uta, antes de coprotagonizar como la heroína Naoko Okumura en Godzilla, que fue la gran película de regreso para el famoso monstruo Godzilla. Ella apareció en la próxima película de Godzilla 5 años después, Godzilla tai Biollante, pero como otro personaje (Erika Shiragami, quien luego se convierte en la adversaria titular de Godzilla). En el concurso de belleza de Toho Cinderella ese mismo año, tuvo lugar con la segunda ganadora de Toho Cinderella en 1987, Megumi Odaka (quien también estaba en Biollante, comenzando su personaje de Miki Saegusa). 
Desde entonces ha aparecido en numerosas películas y televisión (su debut en un programa de televisión fue Miotsukushi en 1985), y es considerada una de las actrices más bellas y talentosas de Japón. Ella interpretó a la investigadora criminal científica Mariko Sakaki, el papel principal en el programa de televisión Kasōken no Onna (y su sucesor Shin Kasōken no Onna), que se emitió en TV Asahi desde 1999. En los dramas Taiga de NHK interpretó a Iroha-hime en Dokuganryū Masamune (1987), Akahashi Tōko en Taiheiki (1991) y Nene en Hideyoshi (1996). Interpretó a Rui en el jidaigeki Shin On'yado Kawasemi (TV Asahi, 1997). También interpretó al villano en un episodio de <i>Furuhata Ninzaburo</i> en 1996. 
También interpretó a la madre de Chihiro en El viaje de Chihiro. 